# Hirschland
Hirschland es una localidad y  comuna francesa situada en el departamento de Bajo Rin, en la región de Alsacia. Tiene una población de 340 habitantes (según censo de 1999) y una densidad de 32 h/km² en una área de superficie de 10,59 km².

## Demografía
| 291                        | 332 | 329 | 284 | 286 | 340 |
| (Fuente: [cita requerida]) |     |     |     |     |     |